# Сорочинск
Сорочинск (рус. Сорочинск) град је у Русији у Оренбуршкој области.

## Становништво
| 1939.  | 1959.  | 1970.  | 1979.  | 1989.  | 2002.  | 2010.  |
| ------ | ------ | ------ | ------ | ------ | ------ | ------ |
| 17.863 | 19.359 | 23.235 | 24.739 | 26.721 | 30.136 | 29.249 |